# Robert Everts
Gerhard Robert Everts (Brussel, 12 september 1875 - aldaar, 30 april 1942) was een Belgisch diplomaat.
De vader van Robert Everts was de Nederlandse hoofdconsul in België. Robert Everts droeg dus ook de Nederlandse nationaliteit, maar naturaliseerde zich in 1898 tot Belg. Hij sloot zijn studies af met een doctoraat en ging in Belgische diplomatieke dienst.
In 1902 werd hij diplomaat in Mexico-Stad, in 1906 in Boekarest, in 1909 in Wenen en Parijs, in 1910 in Beijing in 1919 in Rome in 1920 opnieuw Beijing, in 1924 Berlijn en vanaf 1932 Madrid.
Op 15 november 1913 huwde hij met Alexandra Comnène, de dochter van de Griekse koopman Ioannis Michoglou en Angelia Calvocoressi.
Op 6 mei 1906 had Griekenland haar toestemming gegeven om de achternaam van haar overgrootvader, Prins van Comnène te gebruiken.
Op 8 augustus 1936, bij uitbraak van de Spaanse Burgeroorlog reisde Everts van zijn ambassade naar Saint-Jean-de-Luz. In Madrid nam Joseph Berryer zijn zaken over en in Valencia (stad) en Barcelona (stad) deed Walter Loridan dat.